# Сграда на Президентството на Република България
Сградата на Президентството на Република България е административна сграда в София, в която се помещава Президентството на Република България.

## Разположение
Президентството на Република България е разположено в София и е част от архитектурния комплекс „Ларгото“, разположен на булевард „Дондуков“. Комплексът включва сградите на ЦУМ, Министерския съвет, сграда на Народното събрание, и хотел „Балкан“. Непосредствено до сградата на Президентството са също Българската народна банка, площад „Атанас Буров“ и метростанция „Сердика“. Освен от държавния глава и екипа му, сградата се използва също от Министерството на образованието, Министерството на правосъдието, Държавната агенция за българите в чужбина и други институции.
Заедно със сградата на хотел „Балкан“ образуват каре в двора на което се намират една от най-старите запазени сгради в София – ротондата „Свети Георги“ и руините на късноантичен обществен комплекс и останки от двореца на Константин Велики.

## История
Проектирането и разчистване на терена започват още през 1950 г. Същинското строителство започва през 1954 г. и сградата е завършена през 1956 г. Главен архитект е Иван Данчов. Архитектурата на сградата е Сталинистка, а стилът на оформяне неокласически – с масивен цокъл, облицована с риолит и русенски варовик. Сградата е една от най-масивните сгради в София. Нейната застроена площ е от около 40 000 кв. м. Първоначално там се е помещавало Министерството на електрификацията, след 1971 г. е седалище на Държавния съвет на Народна република България. След 1989 г. в нея се помещава Президентството на Република България.
Сградата е ремонтирана основно през 1999 г., като е вложена в нея сумата от 410 млн. лв. Тогава при ремонта на сградата се акцентира на елементи от неокласицизъм, които придават на архитектурата монументален и триумфално-тържествен характер. Външното оформление е заложено на крупни коринтски ордени форми и строго симетрични фасади.

## Интериор
Коридорите в сградата са дълги около 3 км. На долния етаж е разположена зала с 900 места – „Света София“, а на втория етаж с размери 18 на 11 м е най-представителната зала „Гербовата“. Тя е мястото за посрещане на делегации, подписване на договори, връчване на държавни отличия и други официални церемонии.
Срещите в по-тесен кръг се провеждат в „Червената зала“. „Огледалната зала“ се използва за официални обеди и тържествени вечери, а за работни срещи се използва „Синята зала“.

## Фотоволтаична инсталация
В началото на 2023 година на югозападния склон на покрива на сградата е въведена в експлоатация фотоволтаична инсталация с капацитет 90 киловата. Целта на инсталацията е да задоволява около 30% от енергийните нужди на сградата и да спестява разходи за електричество.

## Редовни събития
Пред главния вход на сградата на всеки кръгъл час се сменя гвардейски караул. Той е облечен с униформи, които са образец на тези от Априлското въстание през 1876 г.